# Reščič
Reščič je priimek več znanih Slovencev:
- Ivan Reščič (1877—1955), učitelj in rimskokatoliški duhovnik
- Lucijan Reščič (*1946), slikar in ilustrator
- Valter Reščič, politik